# Vasylkiv
Vasylkiv (em ucraniano:  Васильків) é uma cidade da Ucrânia, situada no Oblast de Kiev. Tem 29,6 km² de área e sua população em 2020 foi estimada em 37.507 habitantes.